# TMEIC
株式会社TMEIC（かぶしきがいしゃティーマイク）は東芝と三菱電機の合弁会社で、東京都に本社を置く。製造業プラント向けを主体とした産業システム・電機品の販売、エンジニアリング及び工事・サービス並びに製造業向け監視制御システム、パワーエレクトロニクス機器、電動機、駆動装置、無停電電源装置などを開発・生産している。
旧社名は東芝三菱電機産業システム株式会社で、2024年4月に社名変更した。ティーマイクと呼称している。